# Міловський районний краєзнавчий музей
Міловський районний краєзнавчий музей — районний державний краєзнавчий музей у смт Мілове, присвячений історії Міловщини Луганської області.
Музей засновано у 2009 р. в якості музейної кімнати. З дати заснування, директором музею була Фетисова Галина Владиславівна, а з 22 квітня 2019 р. новий директор — Подольська Світлана Миколаївна.
Спочатку експонати (станом на 2018 — понад 2 тис.) зберігали в приміщенні районного будинку культури, нині містяться в окремій будівлі. Приміщення для формування майбутнього музею виділено у 2008 р., раніше у приміщенні розташовувався банк «Аваль». Основні напрями діяльності: науково-методичні, пошукові, експозиційні, науково-освітні. Різноманітні матеріали розкривають історію заселення краю, виникнення населених пунктів, основні етапи господарського і культурного розвитку Міловщини. Є багато експонатів і фотографій, присвячених подіям 1920–30-х рр., Другої світової війни, відомим людям Міловського району, мешканцям, які брали участь у ліквідації аварії на ЧАЕС. Експонують вироби місцевих майстрів, зокрема Л. Оробцової (Сороки), яка також займається літературною творчістю. Оформлено інтер'єр хати кінця XIX — поч. XX століття. На окремій вітрині виставлені матеріали, що нещодавно передали до музею українські військові та прикордонники. У музеї проводять оглядові і тематичні екскурсії, лекції, уроки історії, заходи до пам'ятних дат і зустрічі з відомими людьми.

## Експозиція

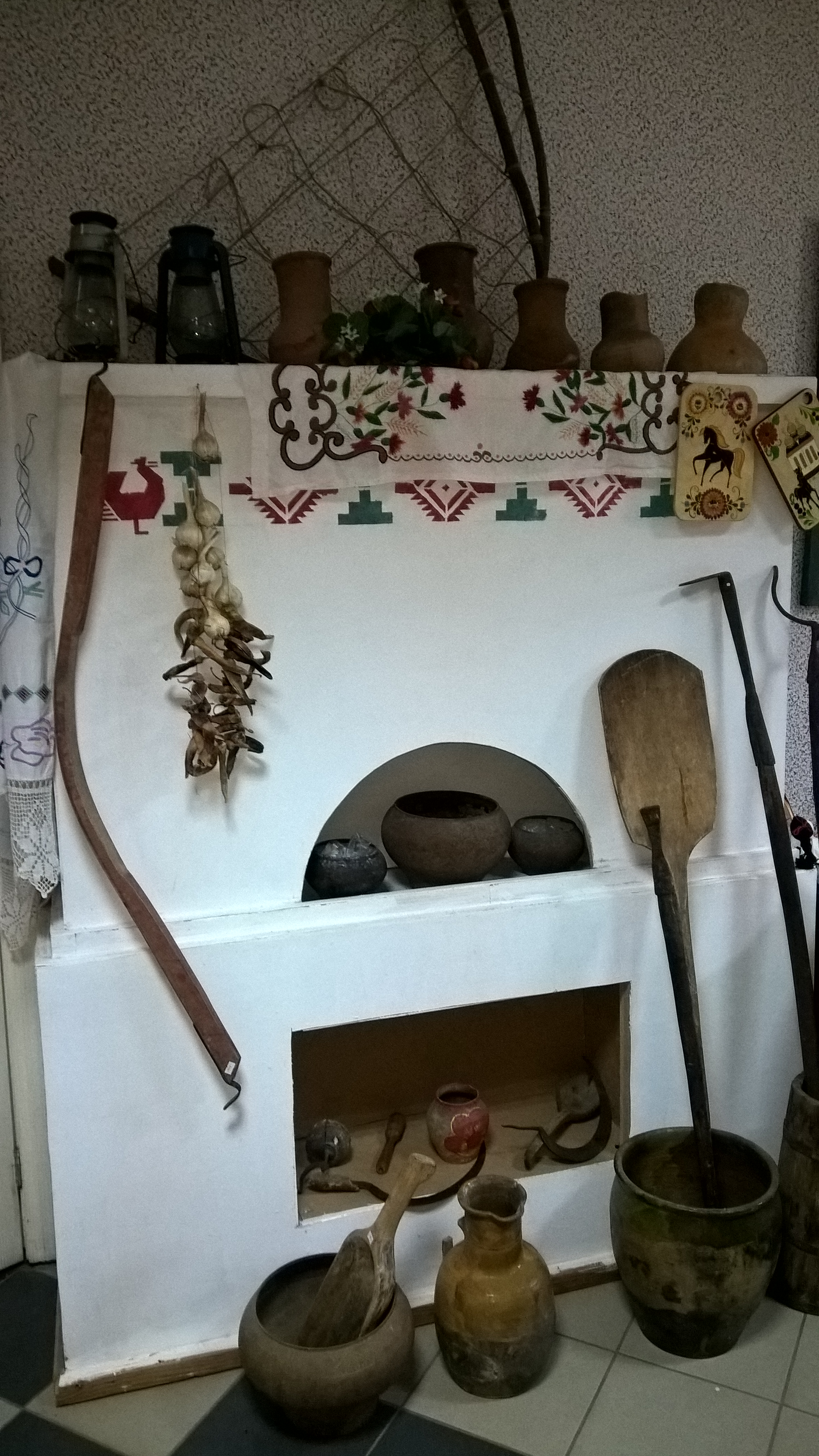
Піч та елементи побуту.
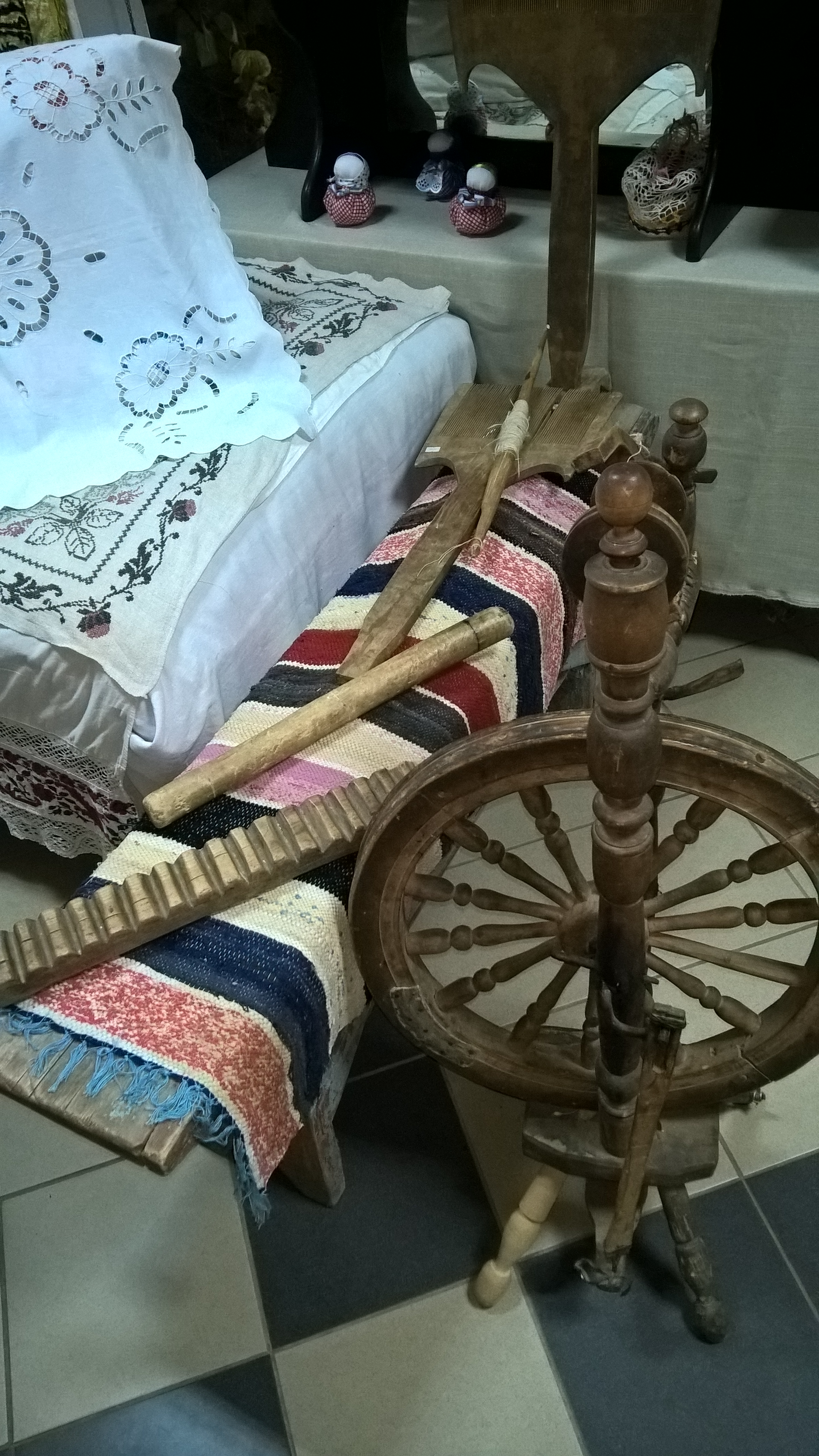
Самопрядка та елементи побуту.
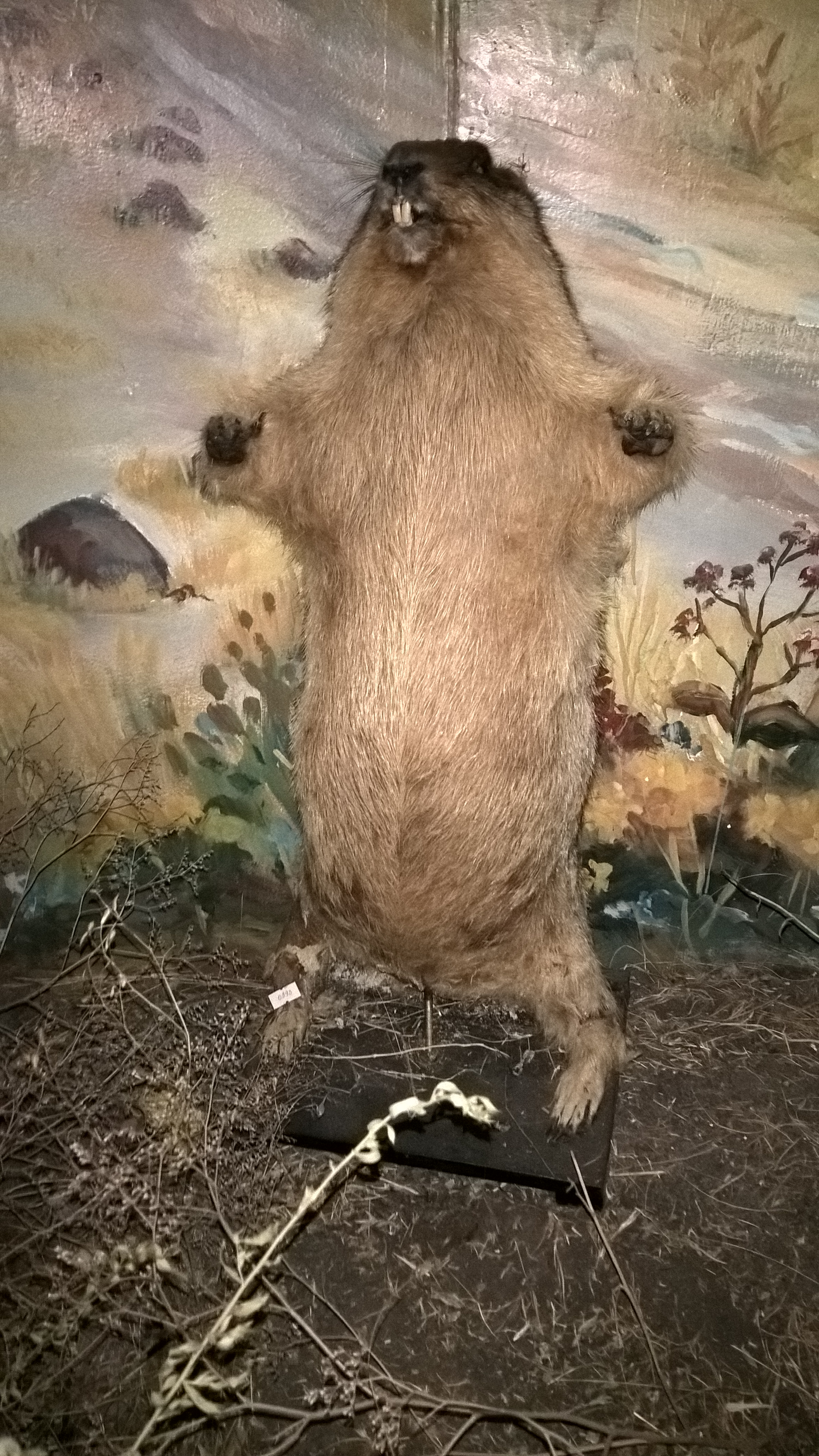
Бабак.
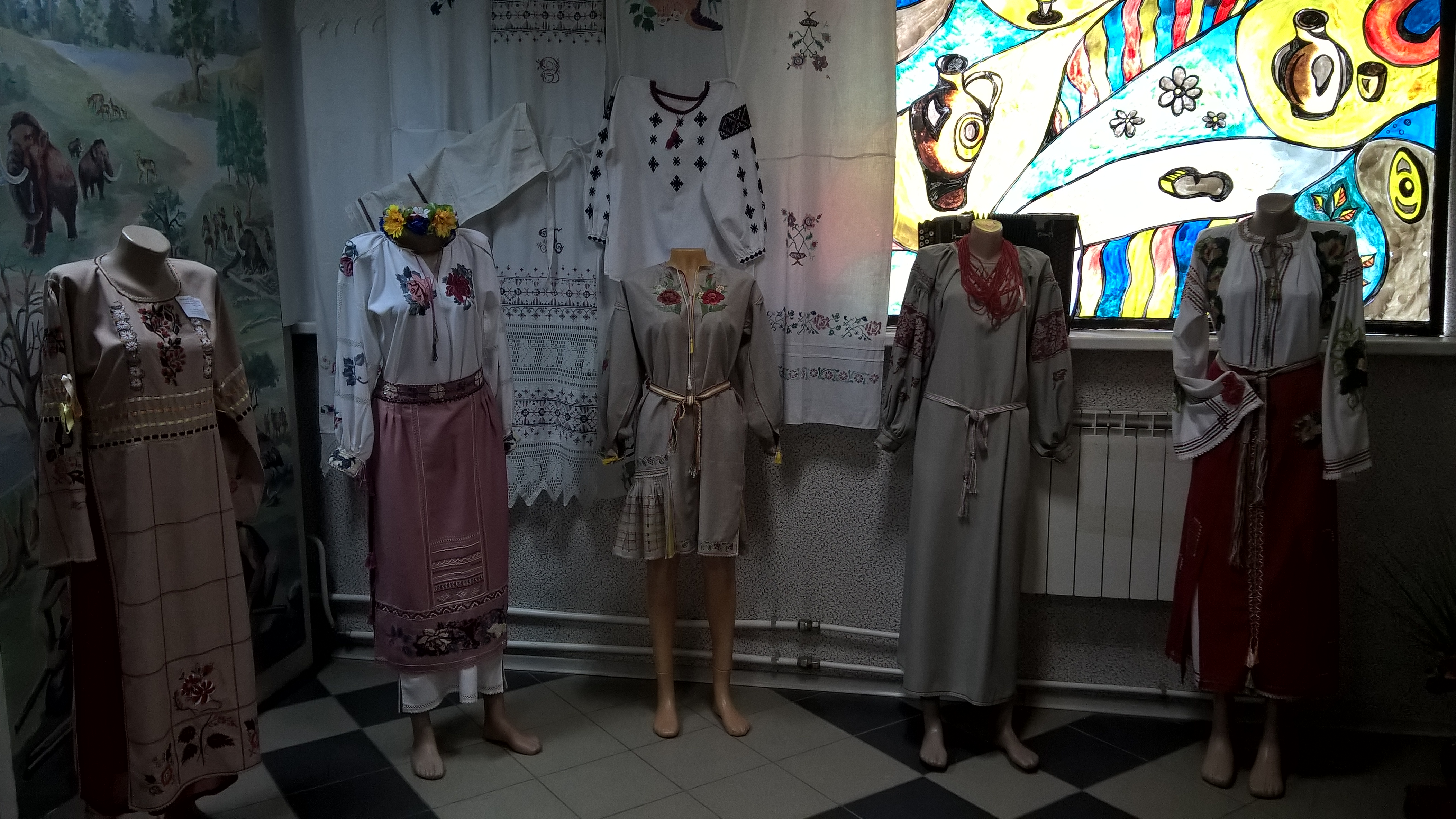
Народне вбрання.
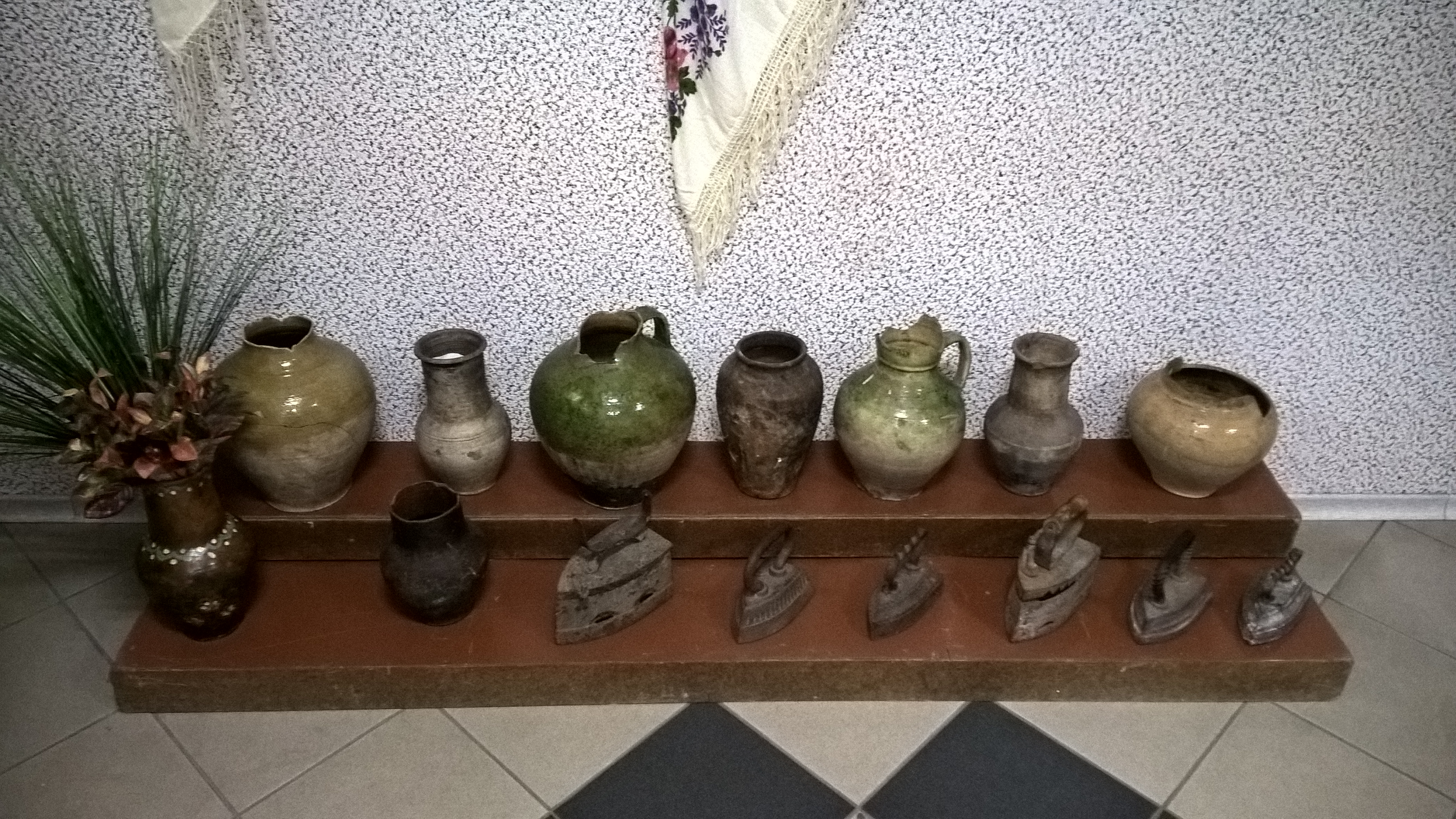
Глечики та праски.
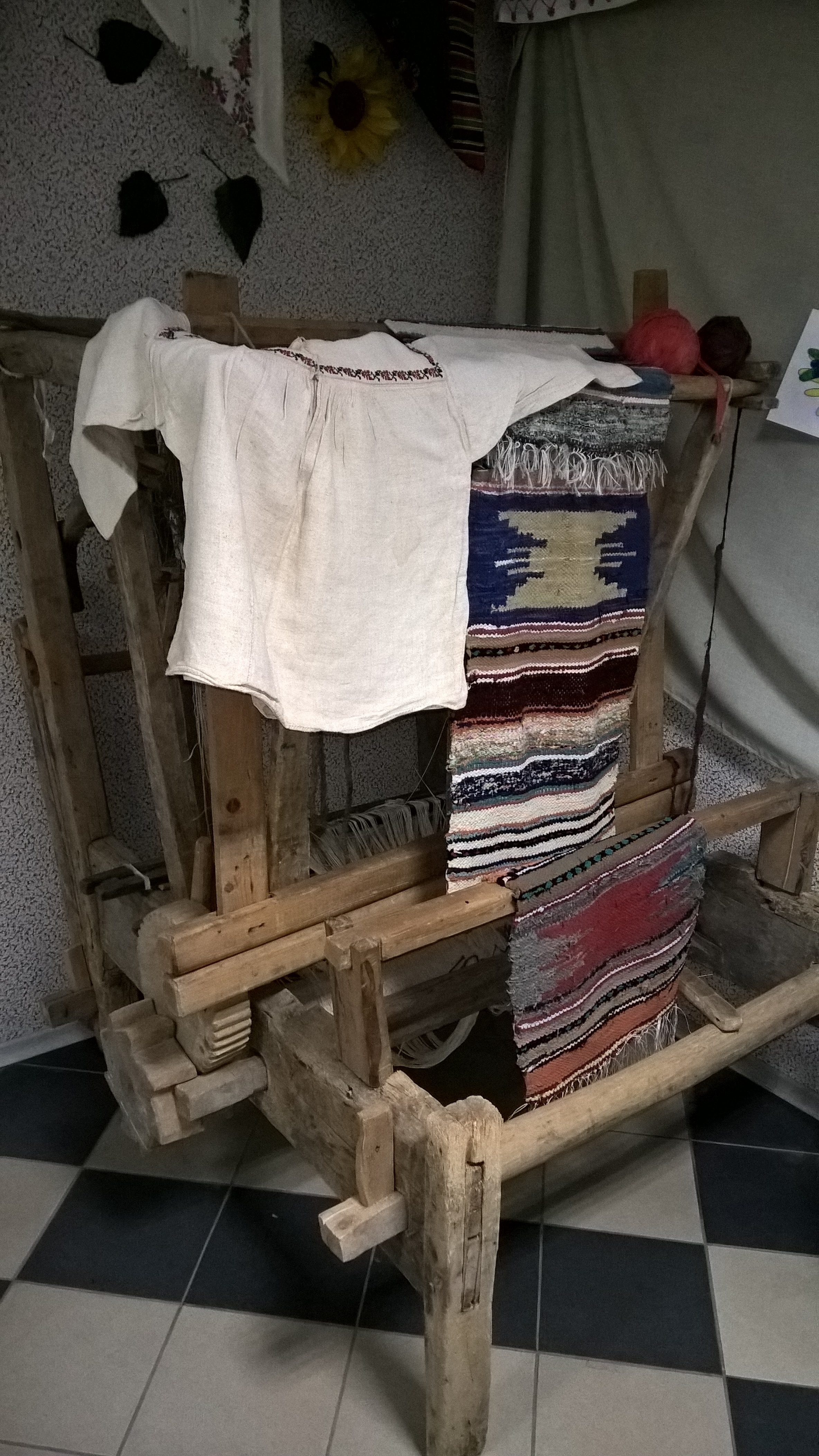
Ткацький верстат.
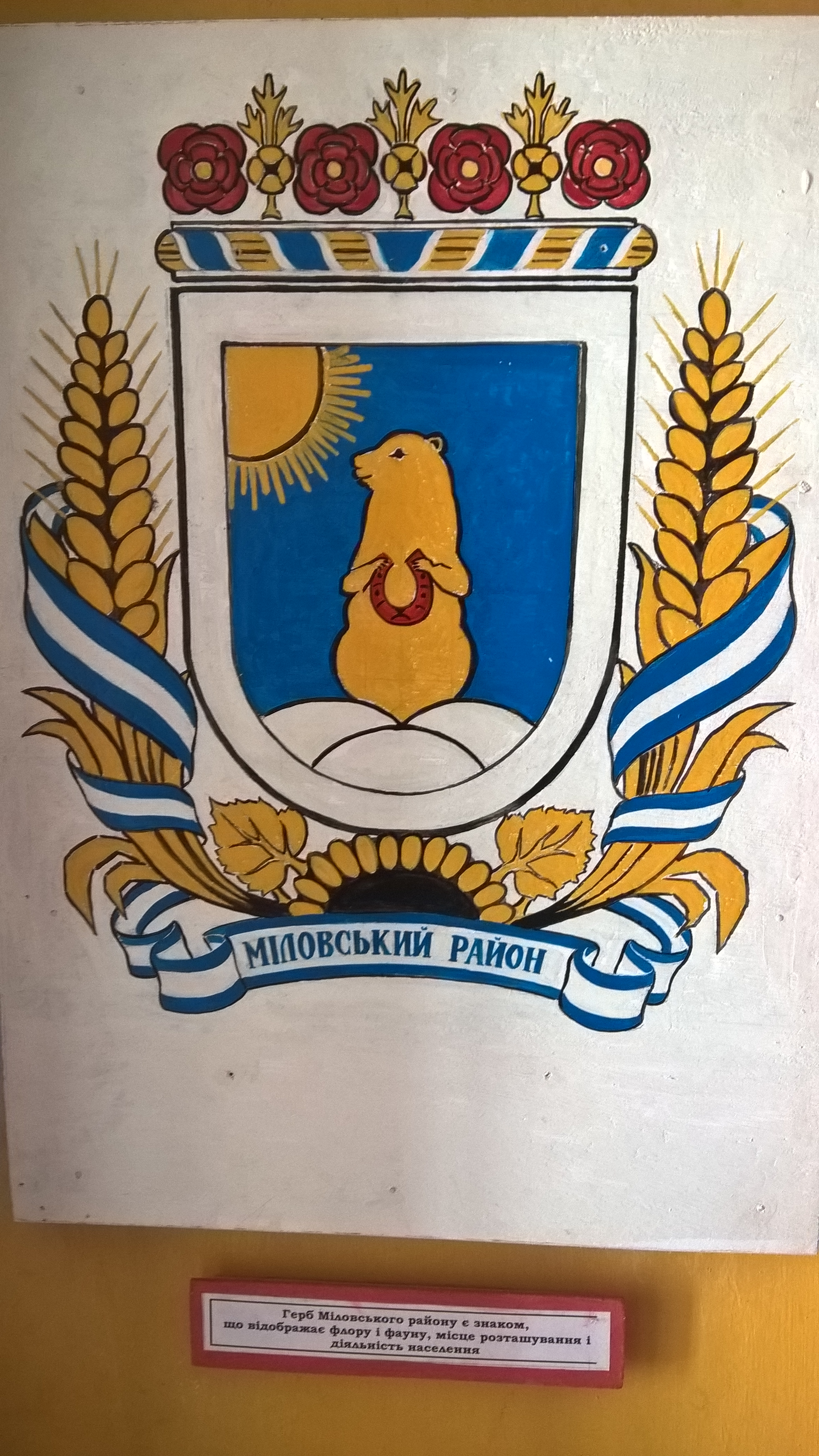
Герб Міловського району.

## Діяльність
У серпні-вересні 2019 року в музеї проходила виставка робіт майстрині Світлани Тріандафіліді під назвою «Душі моєї політ». Більша частина виставлених робіт — неткані гобелени. На виставці також експонувалися картини, написані олією, барвисто розмальовані гуашшю та аквареллю дощечки для нарізання.
З 16 по 20 грудня 2019 року науковий співробітник відділу археології Криму та Північно-Західного Причорномор'я, к.і.н. Сергій Теліженко провів низку заходів у музеях Луганської області, серед яких був і Міловський районний краєзнавчий музей, присвячених стану археологічної спадщини в умовах проведення військових дій. Поїздка відбулася за підтримки програми Cultural Vistas та в рамках імплементації Договору про творче та наукове співробітництво між Інститутом археології НАН України та Управлінням культури, національностей та релігій Луганської облдержадміністрації.
Директор Міловського районного краєзнавчого музею брала участь у серії з двох семінарів у Польщі для 25 керівників українських регіональних музеїв на тему «Дослідження феномену сучасного музею, його роль та місце у суспільстві як інституції пам'яті». Організаторами виступили Український інститут національної пам'яті спільно із Фондом Лідери Змін (пол. Fundacja Liderzy Przemian).